# Колодеевка (Эртильский район)
Колодеевка — деревня в Эртильском районе Воронежской области.
Входит в состав Самовецкого сельского поселения.

## География
В посёлке имеются две улицы — Луговая и Центральная.
Северо-западная окраина выходит на трассу Р-193. 

## Население
| 2000 | 2010 |
| ---- | ---- |
| 186  | ↘101 |

## Инфраструктура
В деревне имеется сельское отделение почтовой связи, улица Рабочая, 7.